# Glaphyromorphus butlerorum
Glaphyromorphus butlerorum är en ödleart som beskrevs av  Ken Aplin HOW och BOEADI 1993. Glaphyromorphus butlerorum ingår i släktet Glaphyromorphus och familjen skinkar. Inga underarter finns listade i Catalogue of Life.